# 猛獅A34
猛獅A34（英語：MAN A34）是由猛獅製造的一款特低地台雙層巴士。

## 香港
2003年5月，九龍巴士接收一部猛獅A34樣版車，配置猛獅D2866LUH-24引擎、Voith DIWA864.3E變速箱及全透氣碟式制動，車身設計是Neoplan Centroliner N4426/3的款式，但改用當時剛興起的直樓梯，闊度也由舊款Centroliner N4426/3的2500mm增至2550mm；塗裝以制定的金色為主，同時用香檳棕色作為車底捆邊。由於九龍巴士的Centroliner為全身金色但沒有香檳棕色車底捆邊，因此與之相似，從未披上任何商業廣告的A34成為一大特色。
這部巴士於2003年10月6日首次登記，車隊編號為APM1（車牌LE4612），初期被列為後備車，常頂替68X線、968線的掛牌車行駛，後來更一度成為968線掛牌車。再後來此車被屯門車廠列為後備車，2015年9月短暫回掛968線。
這輛巴士服役後屢次發生嚴重機件故障而被迫待廠，基於技術問題及經濟理由，九巴最終放棄引入同型號巴士，以降低維修成本此車亦因此被戲稱「廠長」。
2014年下半年，有傳此車會於同年11月中調往九龍灣車廠，但後來被證實屬於虛報。另外，於2015年中旬，此車被發現貼上了沙田車廠的廠徽，不過實際上此車仍屬屯門車廠，這是維修部的惡作劇，至今並沒作任何調廠行動。
此車於2016年9月全數更換發光二極管光管照明。
此外，此車在2018年1月更換新的九龍巴士標誌貼紙及在車頭補回Neoplan的廠徽標誌。
2018年8月，有傳此車會提早退役，但因九龍巴士高層要求重新檢視淘汰車齡較低的巴士提早退役的情況，令此車連同另外2輛富豪超級奧林比安獲得修復，並於2018年9月復出，不久再次因機件故障再次留廠。然而此車於2019年1月上旬復出後，不斷壞車回廠，最終基於長期維修引發的成本問題，九巴決定將此車直接報廢，2019年1月16日行走B1線後，便一直停泊於屯門南車廠內閒置，從此再也沒有重投服務。直到2021年10月，九巴透過KMB Design 招標出售多部已退役及破舊巴士，此車也成為其中一員，正式為它的服務生涯畫上句號。
2022年4月，這輛巴士已在劏車場被拆毀。

## 外部連結
- 香港巴士大典上的相关条目：Neoman A34
- i-busnet.com－Neoplan Centroliner （页面存档备份，存于）